# Herb gminy Nowa Sucha
Herb gminy Nowa Sucha – symbol gminy Nowa Sucha.

## Wygląd i symbolika
Herb przedstawia na tarczy dzielonej w krzyż w polu pierwszym złotym jabłoń, w polu drugim czerwonym białym głowę kozła, w polu trzecim czerwonym złoty kłos zboża, w polu czwartym złotym biały krzyż, natomiast w centralnej części tarczę biało-czerwoną dzieloną z lewa w skos, na której umieszczono nałożone litery „N” i „S”, nawiązujące do nazwy gminy.